# 1703 Barry
1703 Barry eller 1930 RB är en asteroid i huvudbältet, som upptäcktes 2 september 1930 av den tyske astronomen Max Wolf i Heidelberg. Den har fått sitt namn efter astronomen Roger Barry.
Asteroiden har en diameter på ungefär 9 kilometer och den tillhör asteroidgruppen Flora.